# Break Your Heart
Break Your Heart to pierwszy singel promujący drugi studyjny album brytyjskiego wokalisty Taio Cruza- Rokstarr. Autorem tekstu piosenki są Taio Cruz oraz Fraser T. Smith. Utwór został wydany 20 sierpnia 2009 roku w Wielkiej Brytanii, a na początku roku 2010 trafił do innych państw europejskich. Oficjalny remix utworu został nagrany wraz z amerykańskim raperem Ludacrisem i wydany jako singel w krajach Ameryki Północnej. Piosenka pierwotnie była napisana dla Cheryl Cole, jako utwór untempo R&B, z elementami electro i dance-pop i towarzyszącym wokalem Cruza.
Utwór zajął pierwsze miejsca na listach przebojów w Wielkiej Brytanii, Szwajcarii, USA czy Kanadzie. Teledysk przedstawia Cruza z pewną kobietą w różnych sceneriach. Amerykańska wersja teledysku została wzbogacona o rapera Ludacrisa.

## Tło
"Break Your Heart" było jedną z dwóch piosenek napisanych przez Cruza na pierwszy solowy album brytyjskiej wokalistki Cheryl Cole. Po tym jak Cruz nie usłyszał żadnej opinii od Cole, postanowił zmienić piosenkę z żeńskiej na męską i wydać jako pierwszy singel promujący jego drugi studyjny album.

## Lista utworów
UK CD single/digital maxi-single
1. "Break Your Heart" – 3:23
2. "Break Your Heart" (Vito Benito FF radio remix) – 3:22
3. "Break Your Heart" (Paul Thomas remix) – 7:41
4. "Break Your Heart" (Cassette Club remix) – 7:22

UK iTunes single
1. "Break Your Heart" – 3:23
2. "Break Your Heart" (Paul Thomas remix) – 7:41

U.S. iTunes single
1. "Break Your Heart" (featuring Ludacris) – 3:05

## Pozycje na listach
| Lista przebojów (2009-2010)                 | Najwyższa pozycja |
| ------------------------------------------- | ----------------- |
| Australia (ARIA)                            | 2                 |
| Belgia (Region Florencji)                   | 3                 |
| Belgia (Region Walijski)                    | 2                 |
| Kanada (Canadian Hot 100)                   | 1                 |
| Czechy (IFPI)                               | 3                 |
| Dania (IFPI)                                | 36                |
| Europa Hot 100 Singles                      | 2                 |
| Finlandia Mitä hittiä                       | 16                |
| Francja SNEP                                | 2                 |
| Niemcy Media Control AG)                    | 5                 |
| Holandia Dutch Top 40                       | 8                 |
| Irlandia IRMA                               | 2                 |
| Nowa Zelandia RIANZ                         | 17                |
| Norwegia VG-lista                           | 7                 |
| Słowacja IFPI                               | 3                 |
| Szwecja Sverigetopplistan                   | 6                 |
| Szwajcaria Media Control AG                 | 1                 |
| Wielka Brytania The Official Charts Company | 1                 |
| USA Billboard Hot 100                       | 1                 |